# Орнитофауна Црне Горе
Орнитофауна Црне Горе најбоље показује разноврсност еколошких услова. Свако од многобријних станишта, која се смењују од обале до врха највиших планина, има своју карактеристичну орнитофауну.
Од скоро 300 врста птица констатованих у Црној Гори на високопланинским пашњацима и камењарима најкарактеристичније су: жутокљуна галица, планинска трепетаљка, планински попић, снежна зеба, дрозд камењар, обична траварка, обична белка, планинска шева, пузгавац, горска ласта, дивљи голуб, сури орао, планинска стрнадица;
У четинарским шумама: обична зеба, дрозд имелаш, велика, јелова и ћубаста сеница, златоглави и ватреноглави краљић, зимовка, крстокљун, гавран, велики шарени детлић, црни детлић, краткокљуни и дугокљуни пузић;
У листопадним шумама: обична зеба, кукавица, бргљез, црни кос, дрозд певач, дрозд имелаш, голуб дупљаш, сива, плава и дугорепа сеница, планинска сеница, црвендаћ, обични и шумски звиждак, царић, сива мухарица, славуј, зелена и сива жуна, планински и мали детлић, шумска сова, јастреб кокошар, кобац птичар, обични мишар;
На обрадивим површинама са ливадама и живицама, у долинама река, крашким пољима и увалама (највеће су у Зетској равници): пољска шева, сврака, сива врана, обична грмуша, грлица сива и руса сврачка, бела и жута плиска, пчеларица, пупавац, пољска трептељка, пољски врабац, велика стрнадица, препелица, соко, ветрушка, зелентарка и др.;
У воћњацима, виноградима и насељима: гугутка, сиријски детлић, врабац покућар, вуга златна, чешљугар, жутарица, сеоска и градска ласта, конопљарка;
На полупустињским теренима Ћемовског поља са кањоном Цијевне: пољска шева, краткопрста шева, ћубаста и велика шева, ноћни потрк, пољска јаребица, ћук обични, даурска ласта.
Скадарско језеро, околина реке Бојане и Штој код Улциња терени су од највећег значаја за фауну птица целе Европе. Ту живе: сива и црвена чапља, мала бела чапља, кудрави пеликан, велики ћубасти гњурац, мали гњурац, велики и мали корморан, дивља патка, патка папучарица, патка црнка, обична и белобрда чигра, велики трстењак, трстењак рогозар, бела сеница, шпански врабац, лиска црна, барска кокица, мочварна стрнадица, еја мочварица, орао белорепан и др.
У медитеранским шибљацима, маслењацима и камењарима, осим широко распрострањених врста карактеристичне су: медитеранска сеница, риђогрла грмуша, сиви вољић, вољић маслинар, јаребица камењарка, пузавац камењар, обични попић и сова ушара;
Морску обалу, острво и шкоље настањују широко распрострањене морске птице: обични галеб, сребрнасти галеб, мали галеб, сиви и црноглави галеб, ћукасти корморан, мали завој и др;
Подручја Скадарског језера и Приморја су значајна и као зимовалишта за птице северних делова и као „аеродром“ за птице селице. Редовне зимовке и селице су: сива и ћубаста пловка, патка звиждара, ластарка, чапља кашикара и кржа, црноврати и морски гњурац, велика бела чапља, бели кашикар, црни ибис, баршунасти турпан, гуска глоговњача, гуска лисаста, шљука бекасина, обична муљача, прудник убица и др. 
Везу са оринтофауном ширег Медитерана доказују налази афричке кукавице и афричке црне чапље.